# Queso herreño
El queso herreño es un queso de leche cruda de cabra (principalmente), vaca y oveja elaborado en El Hierro, la isla más occidental y meridional de las Islas Canarias (España), situada en el océano Atlántico. En 2019 se anunció la iniciativa del Cabildo de El Hierro de lograr la Denominación de Origen.

## Descripción
Es un queso de coagulación enzimática, de prensado leve (compactado), por tanto es de pasta compactada. Presenta un salado superficial con sal seca. Después de ser oreado en ambiente húmedo se ahúma con penca de tunera, tronco de higuera y jara seca. Puede ser fresco (tierno) o madurado. Se elabora con leche cruda de cabra, oveja y vaca, pero principalmente de cabra. Es firme, compacto y de color blanco claro.
Presenta líneas bruñidas en la corteza de la rejilla de ahumado. Como maridaje se sugiere acompañarlo de vinos blancos o rosados si es joven o de vinos tintos si es más maduro. Puede cocinarse a la parrilla y acompañarse de mojo verde o rojo. El queso herreño fresco se emplea en la elaboración de la quesadilla herreña.

## Producción
Se produce en la Cooperativa de Ganaderos de El Hierro, que fue fundada en 1972.